# Colera aviare
Il colera aviare è una malattia che può manifestarsi in tutte le specie di volatili domestici, da allevamento, e in molti selvatici. Inoltre è una zoonosi in quanto può essere trasmessa all'uomo.
È una malattia denunciabile secondo il Regolamento di Polizia Veterinaria.

## Epidemiologia e storia
Attualmente questa malattia è frequente solo negli allevamenti rurali, a scarsa specializzazione.

## Eziologia
L'agente responsabile del Colera aviare è la Pasteurella multocida, batterio Gram - della famiglia delle Pasteurellaceae, che può infettare un ampio spettro di animali, tra cui tutte le specie di allevamento e l'essere umano. La patogenicità è legata alla presenza della capsula, che aumenta la resistenza alle difese dell'ospite, e dalla produzione di endotossine e tossine proteiche.
Sono più suscettibili i tacchini, i polli, anatre, oche, soprattutto se adulti o in accrescimento.
I sierotipi più frequentemente coinvolti sono l'A1, A3, A4, D2 per i polli e l'A9 per il tacchino.
La modalità di trasmissione è oro-fecale, facilitata dalla resistenza della Pasteurella nell'ambiente umido e non caldo. La contaminazione avviene generalmente da animali portatori cronici, da ratti (serbatoio) e animali selvatici, o acqua contaminata da feci.
La mortalità varia dal 50% al 70% nella forma acuta.

## Patogenesi
Può presentarsi in forma iperacuta, con morte fulminante dell'animale quasi senza presentare sintomi; in forma acuta, setticemica o in forma cronica, negli animali che hanno superato la fase acuta o che sono venuti a contatto con ceppi a bassa virulenza.

## Anatomia patologica

### Esame macroscopico
- Forma acuta
  - Quadro setticemico, congestione dei visceri;
  - Petecchie nell'epicardio;
  - Epatomegalia, splenomegalia;
  - Enterite catarrale-emorragica;
  - congestione ed edema polmonare;
- Forma cronica
  - Infezioni delle vie respiratorie;
  - Lesioni articolari e ossee, artrite caseosa;
  - Edema, dolore e calore dei bargigli;
  - Otite media con incoordinazione motoria del collo (torcicollo)

### Esame microscopico
- Forma acuta
  - congestione ed emorragie nei visceri, soprattutto milza

## Clinica

### Segni e sintomi
- Forma iperacuta

Non dà luogo a segni, l'animale soccombe di morte fulminante.
- Forma acuta
  - Anoressia
  - Prostrazione generale
  - Secrezione mucosa dal becco
  - Diarrea verdastra di odore fetido
  - Cianosi della regione della testa
- Forma cronica
  - Movimenti incoordinati della testa, torcicollo
  - Zoppie

### Esami di laboratorio e strumentali
- Esame microscopico di striscio di sangue con colorazione bipolare: evidenziazione dei germi.
- Esame colturale (isolamento)
- Prove biochimiche
- Prove sierologiche
- Prove di inoculo: in topo, coniglio o anatra.

### Diagnosi differenziale
- Con Tifosi aviare per la natura congestivo-emorragica della splenomegalia (è iperplastica nella Tifosi).

## Trattamento

### Farmacologico
Possibilità di impiego di sulfamidici (Sulfachinossalina), tetraciclina, ampicillina e chinoloni, rispettando i dosaggi i tempi di sospensione nelle specie da allevamento.

## Prevenzione
- Profilassi diretta
  - Negli allevamenti problematici, vaccini per lo più spenti, in quest'ultimo caso meglio se del ceppo presente nell'allevamento.
- Profilassi indiretta
  - Evitare stress agli animali;
  - Evitare il contatto con animali malati o portatori e selvatici;
  - Non mescolare soggetti di età differente;
  - Impiegare sistema tutto pieno/tutto vuoto;
  - Controllare l'igiene dell'allevamento e la salubrità dell'acqua.